# Hilde Gjermundshaug Pedersen
Hilde Gjermundshaug Pedersen (n. 11 august 1964, Comuna Hamar, Hedmark, Norvegia) este o schioară de fond ce a reprezentat Norvegia, medaliată olimpică. A participat la 2 ediții ale Jocurilor Olimpice (2002, 2006) în care a câștigat o medalie de argint și o medalie de bronz.